# ونوغة (بجاية)
وانوغة هي قرية جزائرية تقع في آدكار - دائرة آدكار - ولاية بجاية.